# Ideocaira
Ideocaira är ett släkte av spindlar. Ideocaira ingår i familjen hjulspindlar.
Kladogram enligt Catalogue of Life:
| Ideocaira | \| \| Ideocaira transversa \| \| \| \| \| \| Ideocaira triquetra \| \| \| \| |
|           | \| \| Ideocaira transversa \| \| \| \| \| \| Ideocaira triquetra \| \| \| \| |
|           | Ideocaira transversa                                                         |
|           |                                                                              |
|           | Ideocaira triquetra                                                          |
|           |                                                                              |